# Stroomweg

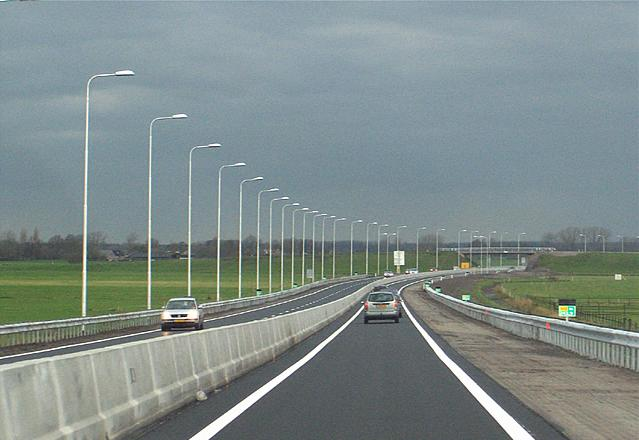
N50 nabij Zwolle: Duurzaam Veilig ingerichte regionale stroomweg

Een stroomweg (SW) is in de Nederlandse wegcategorisering een weg waarop gemotoriseerd verkeer zo veel mogelijk ononderbroken kan doorstromen. De term stroomweg is geïntroduceerd in het kader van de Duurzaam Veilig-visie, die een verdere structurele verbetering van de verkeersveiligheid beoogt, onder andere door wegen eenduidig te classificeren en in te richten als stroomweg, gebiedsontsluitingsweg of erftoegangsweg.

## Kenmerken van stroomwegen
Stroomwegen zijn bedoeld voor een betrouwbare afwikkeling van relatief grote hoeveelheden verkeer met een hoge gemiddelde snelheid. De maximumsnelheid van een stroomweg is 100 km/h (regionale stroomweg) of 130 km/h (nationale stroomweg). Stroomwegen hebben dus een primaire verkeersfunctie, waarbij de doorstroming centraal staat en zijn derhalve niet toegankelijk voor langzaam verkeer en landbouwverkeer en kennen in principe geen gelijkvloerse kruisingen. Verder is een fysieke rijbaanscheiding (bijvoorbeeld een middenberm) om het verkeer in beide richtingen te scheiden een essentieel kenmerk van duurzaam veilige stroomwegen volgens de ontwerprichtlijnen van het Handboek Wegontwerp. 
Voor veel enkelbaans autowegen die zijn gecategoriseerd als regionale stroomweg is de komende jaren nog geen budget beschikbaar om essentiële kenmerken als een fysieke rijbaanscheiding en ongelijkvloerse kruisingen te realiseren. Op deze enkelbaans autowegen wordt echter wel een dubbele asmarkering met groene vulling toegepast om inhalen te verbieden en te ontmoedigen en de herkenbaarheid van dit type weg te vergroten.

## Nationale en regionale stroomwegen
De 'nationale' en 'regionale' stroomweg heeft een aantal overeenkomsten en verschillen met 'klassieke' wegtypen. De nationale stroomweg komt geheel overeen met een autosnelweg; ook in de vakliteratuur wordt daarom de term 'nationale stroomweg' nauwelijks gebruikt. Een regionale stroomweg is een autoweg met  fysiek gescheiden rijbanen (bijvoorbeeld door een middenberm) en (in principe) ongelijkvloerse kruisingen. De praktijk moet echter uitwijzen of dit laatste ook overal haalbaar is. Een regionale stroomweg hoeft echter geen vluchtstrook te hebben en de basisuitvoering is met één in plaats van twee rijstroken per richting. 

## Stroomwegen in andere landen
Ook in andere landen komen, naast autosnelwegen, wegtypen voor die qua functie als stroomweg kunnen worden aangemerkt, hoewel ze niet altijd zullen passen binnen de Duurzaam Veilig visie. Voorbeelden hiervan zijn de expresweg in België, de dual carriageway in het Verenigd Koninkrijk, de Gelbe Autobahn in Duitsland en de voie rapide in Frankrijk. Het equivalent van de autosnelweg is de motorway in het Verenigd Koninkrijk, de Autobahn in Duitsland en de Autoroute in Frankrijk.